# Schloss Laufen

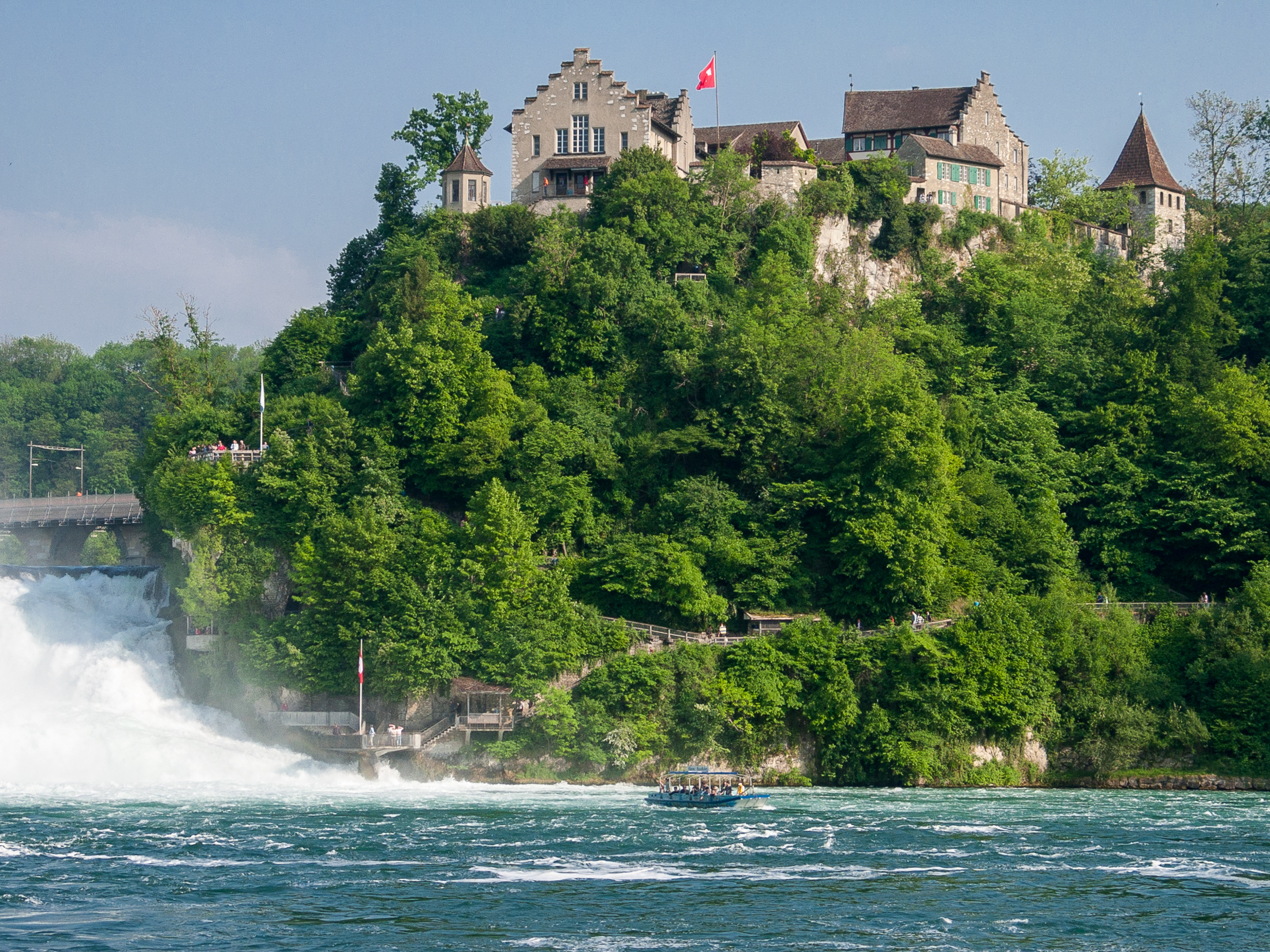
Schloss Laufen in 2007 noch ohne Liftturm.

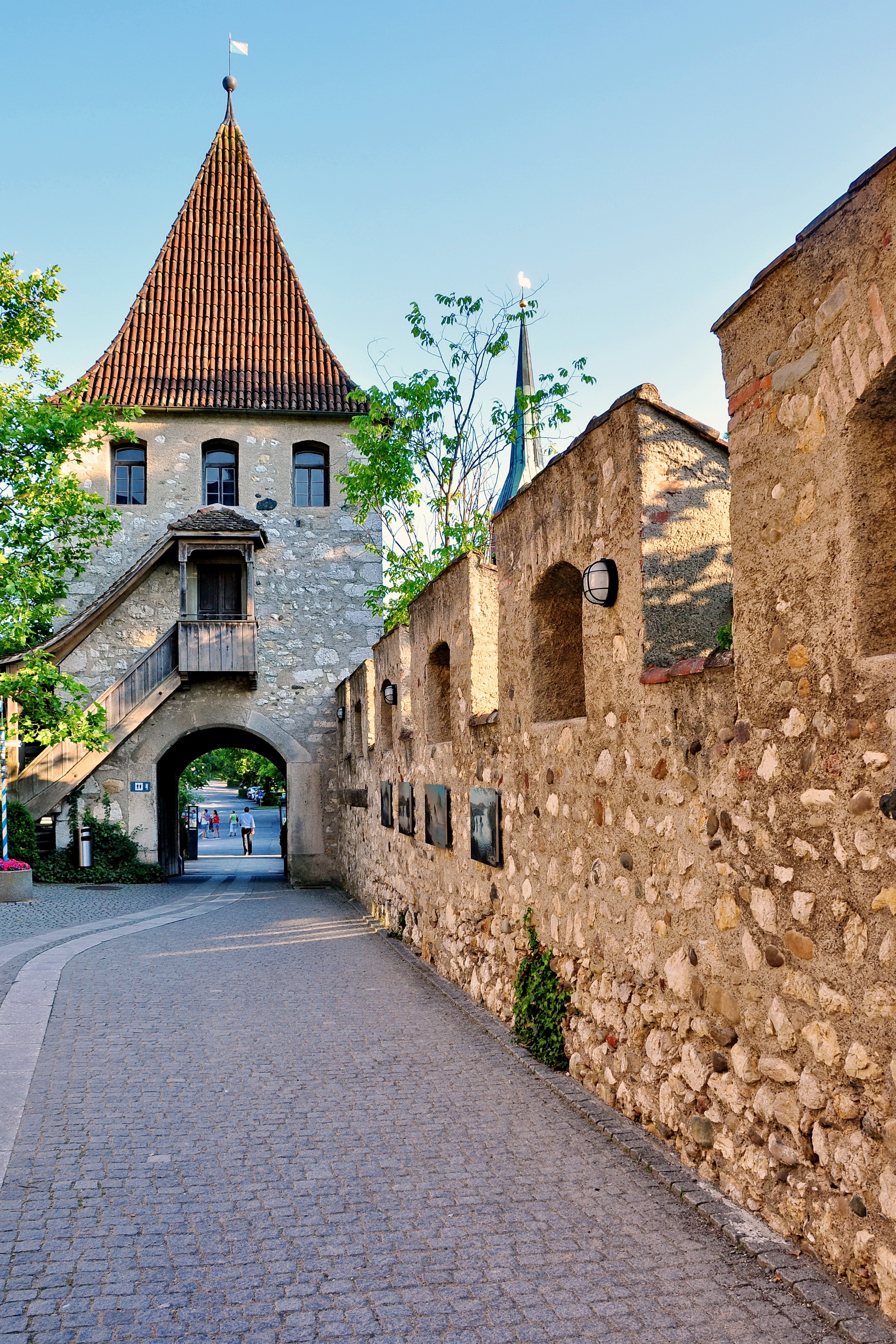

Das Schloss Laufen ist ein auf das Mittelalter zurückgehender, später mehrfach erneuerter Gebäudekomplex, der im Norden des Schweizer Kantons Zürich in der Gemeinde Laufen-Uhwiesen liegt.

## Lage

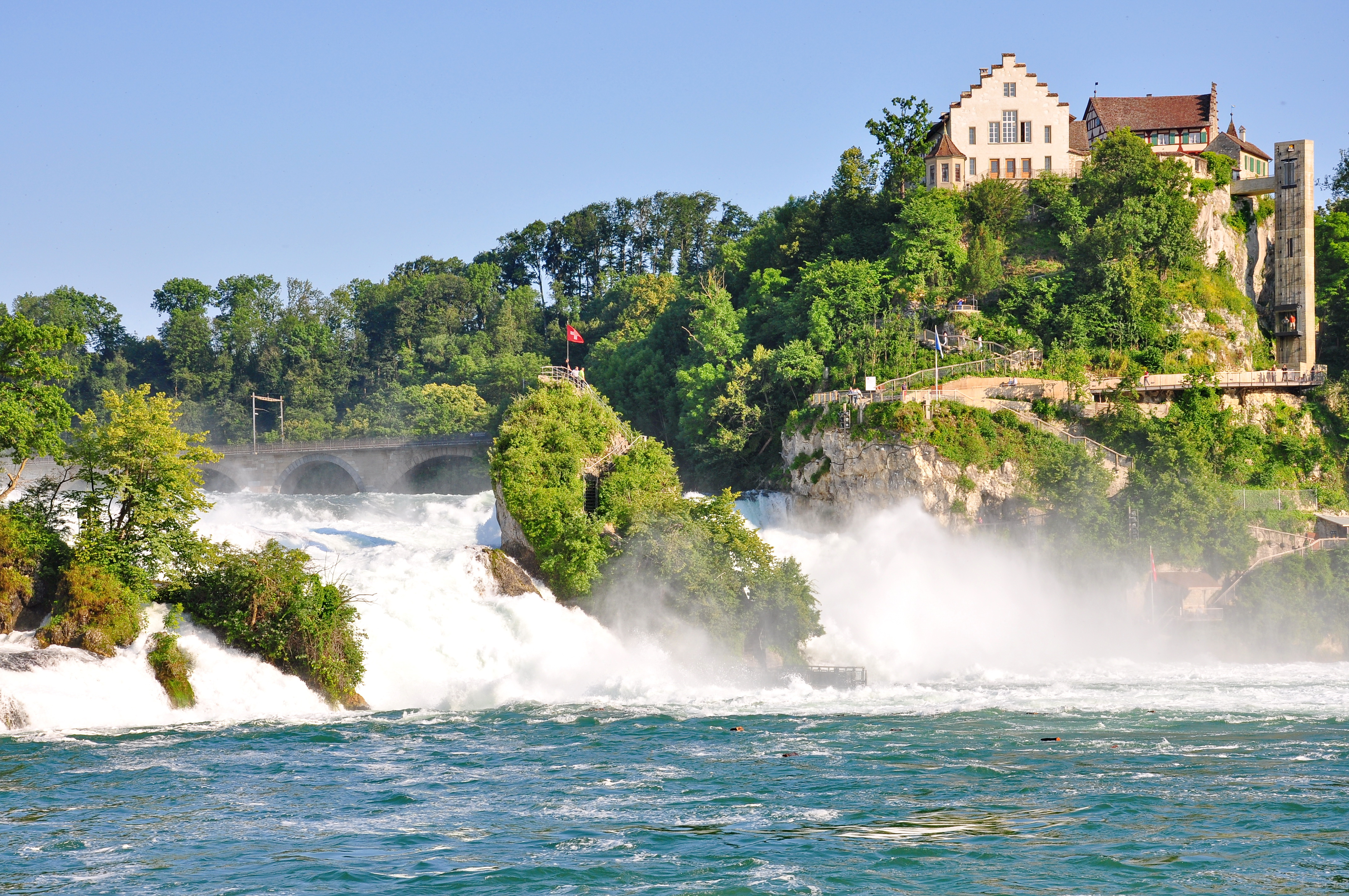
Rheinfall mit Schloss Laufen

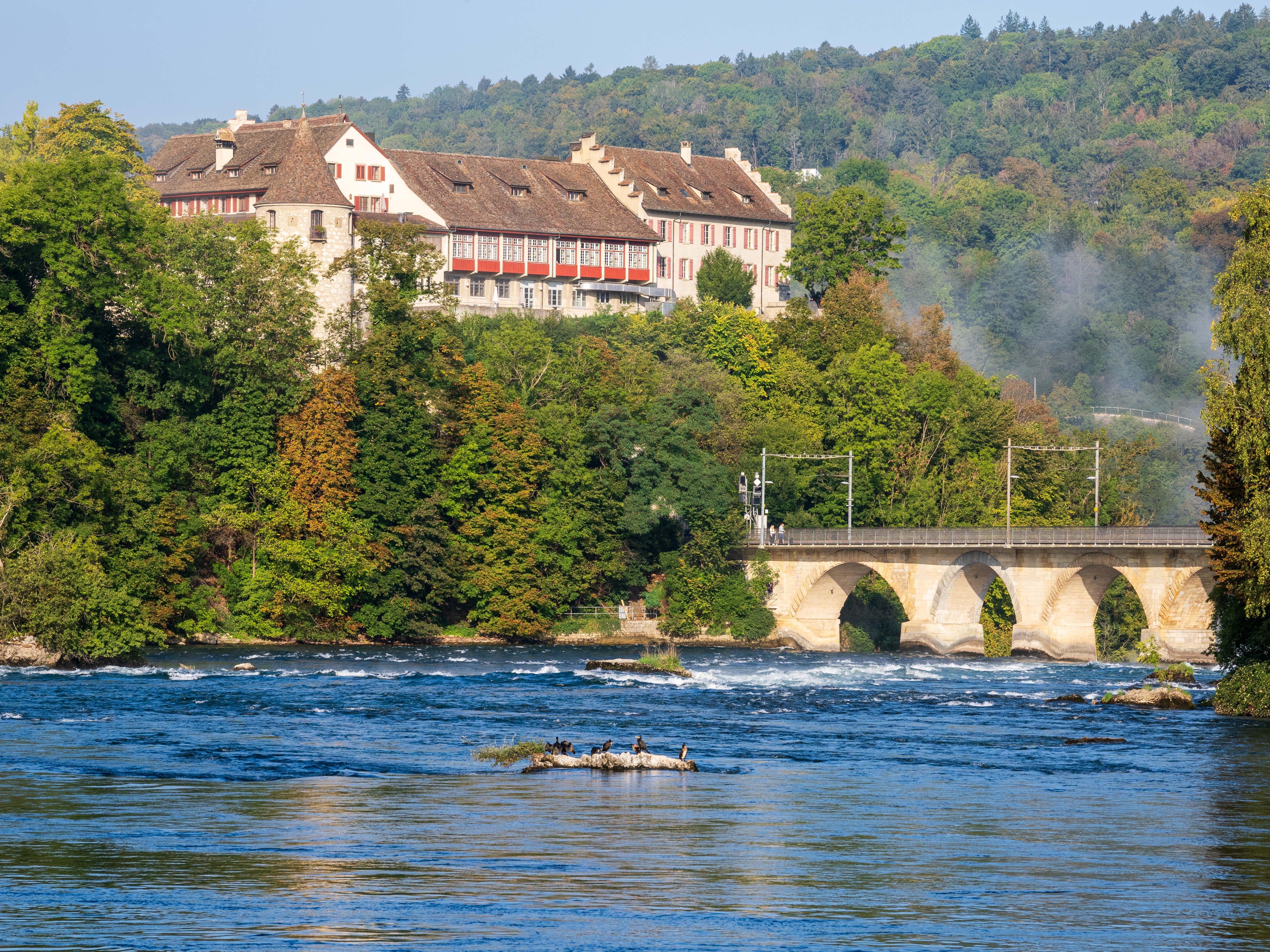
Blick von Osten auf Schloss Laufen

Das Schloss liegt am linken Ufer des Rheins in seinem Streckenabschnitt zwischen Bodensee und Basel auf einem steilen Felsen über dem Rheinfall und bietet einen Ausblick über den Rhein und den Wasserfall. Vom Schloss aus führt ein Fussweg zum Känzeli, wo der Besucher den Rheinfall aus nächster Nähe betrachten kann. Direkt unter dem Schloss befindet sich eine Haltestelle der SBB, wo die S12 und die S33 von Winterthur nach Schaffhausen  halten.

## Geschichte

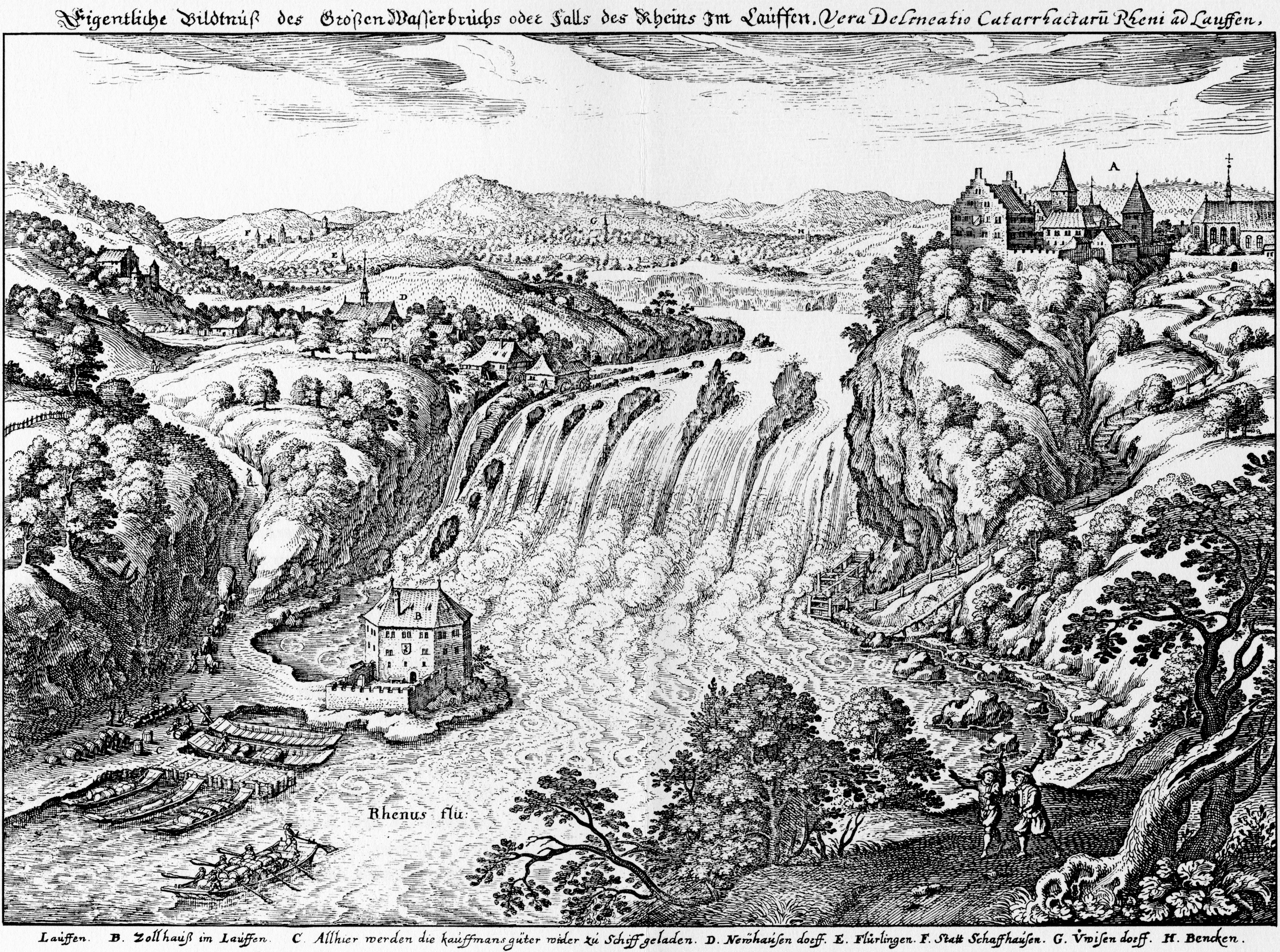
Schloss Laufen und der Rheinfall auf einem Stich von Matthäus Merian 1642

Die erste urkundliche Erwähnung des Schlosses Laufen datiert aus dem Jahre 858 n. Chr. Die damalige Burg war der Stammsitz der Freiherren von Laufen. Dem Burgherrn oder dessen Vogt oblag die Vogtei über die benachbarten Gemeinden, während die Grundherrschaft dem Bischof von Konstanz gehörte.
Im Jahre 1544 erwarb die Stadt Zürich das Schloss. Unter der Zürcher Herrschaft wurden in den Jahren 1544 bis 1547 grosse bauliche Veränderungen vorgenommen. Während der Helvetik nahm mit dem Einmarsch der Franzosen 1798 die Feudalherrschaft ein jähes Ende. Von 1799 bis 1804 etablierte Johann Heinrich Bleuler der Ältere hier ein Maler-Atelier. Sein Sohn Louis Bleuler eröffnete 1830 zunächst als Pächter und 1845 als Besitzer die Bleuler Malschule. Im Jahre 1941 wurde das Schloss Laufen Besitz des Kantons Zürich. Heute befinden sich im Schloss ein Museum und ein Restaurant; bis Oktober 2019 war es auch eine Jugendherberge.